# Mycetophila macrocephala
Mycetophila macrocephala är en tvåvingeart som beskrevs av Duret 1986. Mycetophila macrocephala ingår i släktet Mycetophila och familjen svampmyggor. Inga underarter finns listade i Catalogue of Life.